# Lixose
A lixose é um monossacarídeo do tipo pentose, de fórmula química C5H10O5. Faz parte do grupo das aldoses. Ocorre raramente na natureza, no músculo cardíaco e como componente dos glicolipídios da parede celular das bactérias.